# 明尼沃斯卡鎮區 (明尼蘇達州波普縣)
明尼沃斯卡鎮區（英語：Minnewaska Township）是位於美國明尼蘇達州波普縣的一個行政鎮區。

## 地方資料
明尼沃斯卡鎮區的面積為65.81平方千米，當中陸地面積為32.87平方千米，而水域面積為32.93平方千米。根據2020年美國人口普查的數據，當地共有人口513人，而人口密度為每平方千米7.8人。